# Infinite (gruppo musicale)
Gli Infinite (인피니트?) sono un  gruppo musicale sudcoreano formatosi a Seul nel 2010.
Il gruppo è stato formato dalla Woollim Entertainment.
Dal 30 Agosto 2017 il gruppo è costituito da sei membri.

## Formazione

### Formazione attuale
- Kim Sung-kyu (28 aprile 1989)
- Jang Dong-woo (22 novembre 1990)
- Nam Woo-hyun (8 febbraio 1991)
- Lee Sung-yeol (27 agosto 1991)
- L (Kim Myung-soo; 13 marzo 1992)
- Lee Sung-jong (3 settembre 1993)

### Ex componenti
- Hoya (Lee Howon; 28 marzo 1991) (dal 30 Agosto 2017)

## Discografia

### Discografia sudcoreana

#### Album in studio
- 2011 - Over the Top
- 2014 - Season 2

#### EP
- 2010 - First Invasion
- 2011 - Evolution
- 2012 - Infinitize
- 2013 - New Challenge
- 2015 - Reality

#### Singoli
- 2010 - She's Back
- 2011 - Inspirit
- 2012 - White Christmas (Lately)
- 2013 - Destiny

#### Raccolte
- 2014 - The Origin

### Discografia giapponese

#### Album in studio
- 2013 - Koi ni ochiru toki
- 2015 - For You

#### Singoli
- 2014 - Kimi ga Ireba ii
- 2014 - Dilemma
- 2015 - 24 Jikan